# Itatiaia (ort)
Itatiaia är en ort i Brasilien.   Den ligger i kommunen Itatiaia och delstaten Rio de Janeiro, i den sydöstra delen av landet, 800 km söder om huvudstaden Brasília. Itatiaia ligger 406 meter över havet och antalet invånare är 12 571.
Terrängen runt Itatiaia är varierad. Runt Itatiaia är det ganska tätbefolkat, med 185 invånare per kvadratkilometer.. Närmaste större samhälle är Resende, 12,3 km öster om Itatiaia.
Trakten runt Itatiaia består huvudsakligen av våtmarker.